# Малий Врх-при-Шмарю
Малий Врх-при-Шмарю (словен. Mali Vrh pri Šmarju) — поселення в общині Гросуплє, Осреднєсловенський регіон, Словенія. Висота над рівнем моря: 376,7 м.